# 蘇貝

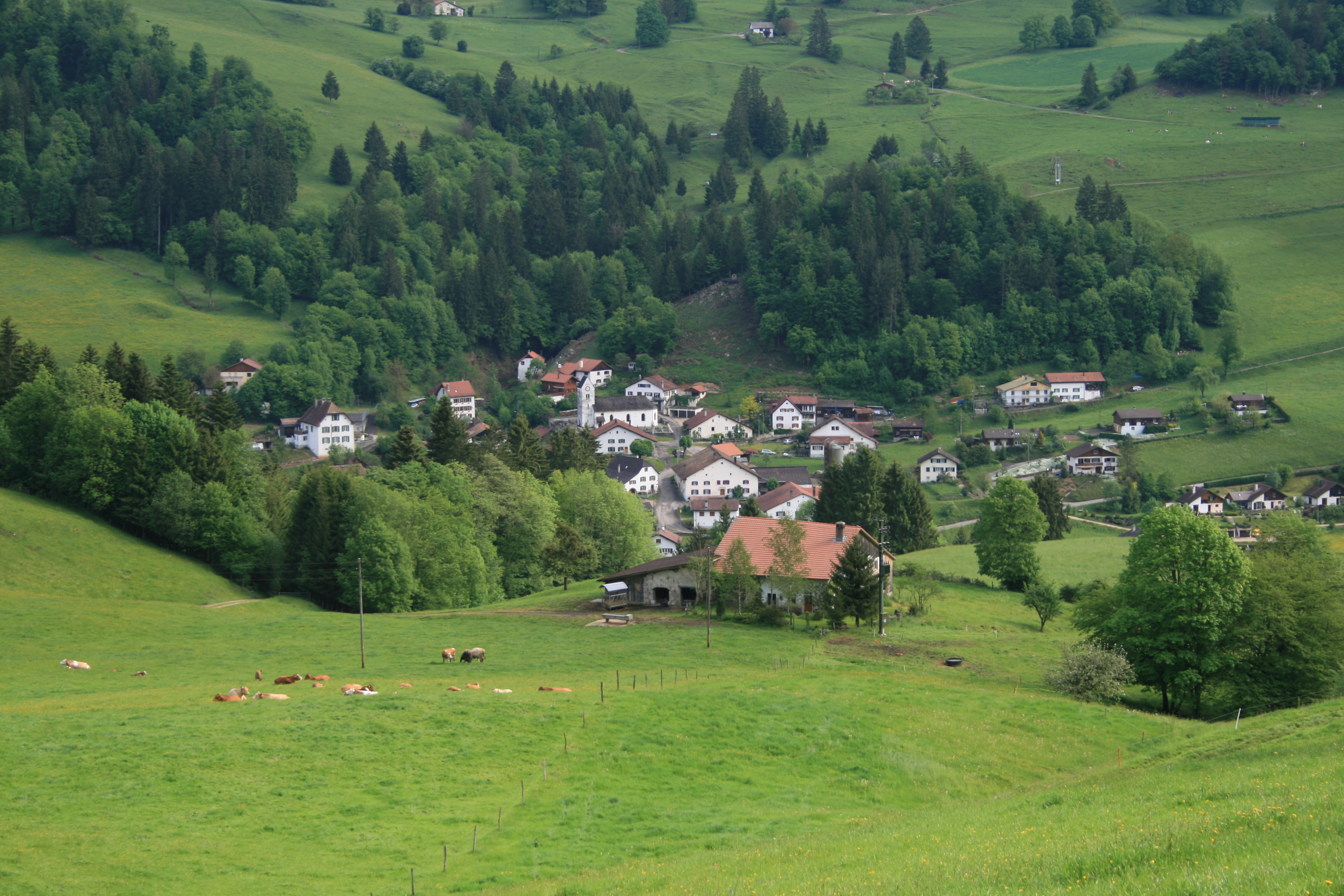

蘇貝（法語：Soubey）是瑞士的城鎮，位於該國西北部，由汝拉州負責管轄，面積13.47平方公里，海拔高度476米，2011年人口142，七成人口信奉羅馬天主教，人口密度每平方公里11人。